# Возвращение (Секретные материалы)
«Возвращение» (англ. «Redux») — 1-й эпизод 5-го сезона сериала
«Секретные материалы». Премьера
состоялась 2 ноября 1997 года на телеканале FOX.
Эпизод позволяет более подробно раскрыть так называемую «мифологию сериала», заданную в пилотной серии
Режиссёр — Роберт Гудвин, автор сценария — Крис Картер, приглашённые звёзды — Митч Пиледжи, Уильям Дэвис,
Чарльз Чиоффи.
В США серия получила рейтинг домохозяйств Нильсена, равный 16,1, который означает, что в день
выхода серию посмотрели 27,34 миллиона человек, что стало вторым результатом в истории сериала после эпизода «Леонард Беттс».
Главные герои серии — Фокс Малдер (Дэвид Духовны) и Дана Скалли (Джиллиан Андерсон), агенты ФБР, расследующие сложно поддающиеся научному
объяснению преступления, называемые Секретными материалами.

## Сюжет
В данном эпизоде Малдер сидит у себя дома и получает звонок от Кричго о том, что их прослушивают. Малдер врывается на второй этаж своего дома и убивает там работника Министерства обороны Остельхоффа. Он говорит об этом Скалли, и они решаются инсценировать самоубийство Малдера. Скалли опознает якобы мертвого Малдера. Тем временем он, по карточке Остельхоффа, с помощью Кричго попадает в секретные архивы Министерства обороны, где он находит ампулу с некоей жидкостью в папке на Дану Кэтрин Скалли.